# Samuel Constantinus Snellen van Vollenhoven

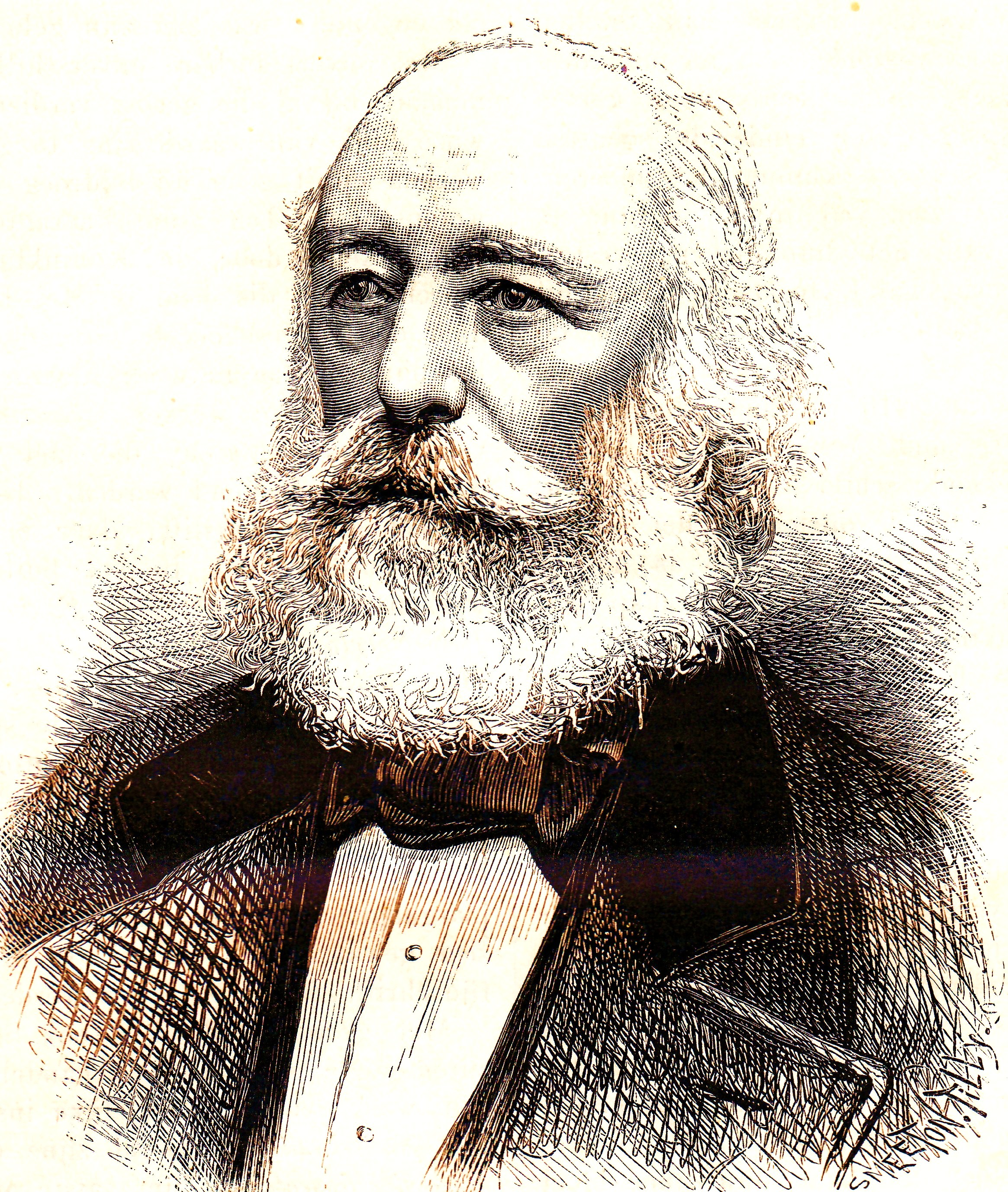
Samuel Constantinus Snellen van Vollenhoven

Samuel Constantinus Snellen van Vollenhoven (18 de outubro de 1816, Roterdão - 22 de março de 1880) foi um entomologista holandês. Ele não deve ser confundido com Pieter Cornelius Tobias Snellen, outro entomologista de Roterdão.
Foi curador das colecções entomológicas do Museu de História Natural, Leiden, de 1854 a 1873, quando se aposentou devido a problemas de saúde. Em 1857, ele fundou o Tijdschrift voor Entomologie, um jornal de entomologia publicado pela Sociedade Entomológica da Holanda. Snellen van Vollenhoven foi um membro fundador desta sociedade. Ele descreveu 9 géneros e 471 espécies de insetos.